# René Benedetti
René Benedetti (* 10. Juni 1901 in Toulon; † 19. Oktober 1975 in Paris) war ein französischer klassischer Violinist und Musikpädagoge.

## Leben und Werk
René Benedetti studierte am Pariser Konservatorium in der Klasse von Édouard Nadaud. 1921 gewann er hier einen ersten Preis. 1922 gewann er den Edouard Nadaud Preis.
1941 gründete er zusammen mit dem Pianisten Joseph Benvenuti und dem Cellisten André Navarra das Klaviertrio BBN (Das Trio Benedetti, Benvenuti, Navarra).
Als Lehrer übernahm er 1942 die Klasse von Firmin Touche am Pariser Konservatorium und führte diese bis 1971. In diesen 29 Jahren bildete er zahlreiche Geiger aus, darunter Christian Ferras, Gérard Jarry, Jean-Jacques Kantorow, Emmanuel Krivine, Neville Marriner und Evelio Tieles.
Einige Tonträgereinspielungen von Benedetti (Chopin, Bizet, Wieniawski, Kreisler und Sarasate) wurden in der Reihe Great Violinists des Labels Symposium neu veröffentlicht. Bei diesen Aufnahmen spielt Benedetti mit seinem „Standardpianisten“ Maurice Faure Werke von Fritz Kreisler und Pablo de Sarasate.